# Ringdolch

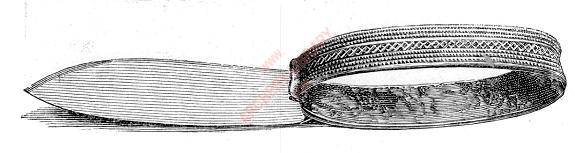
Typischer westafrikanischer Ringdolch

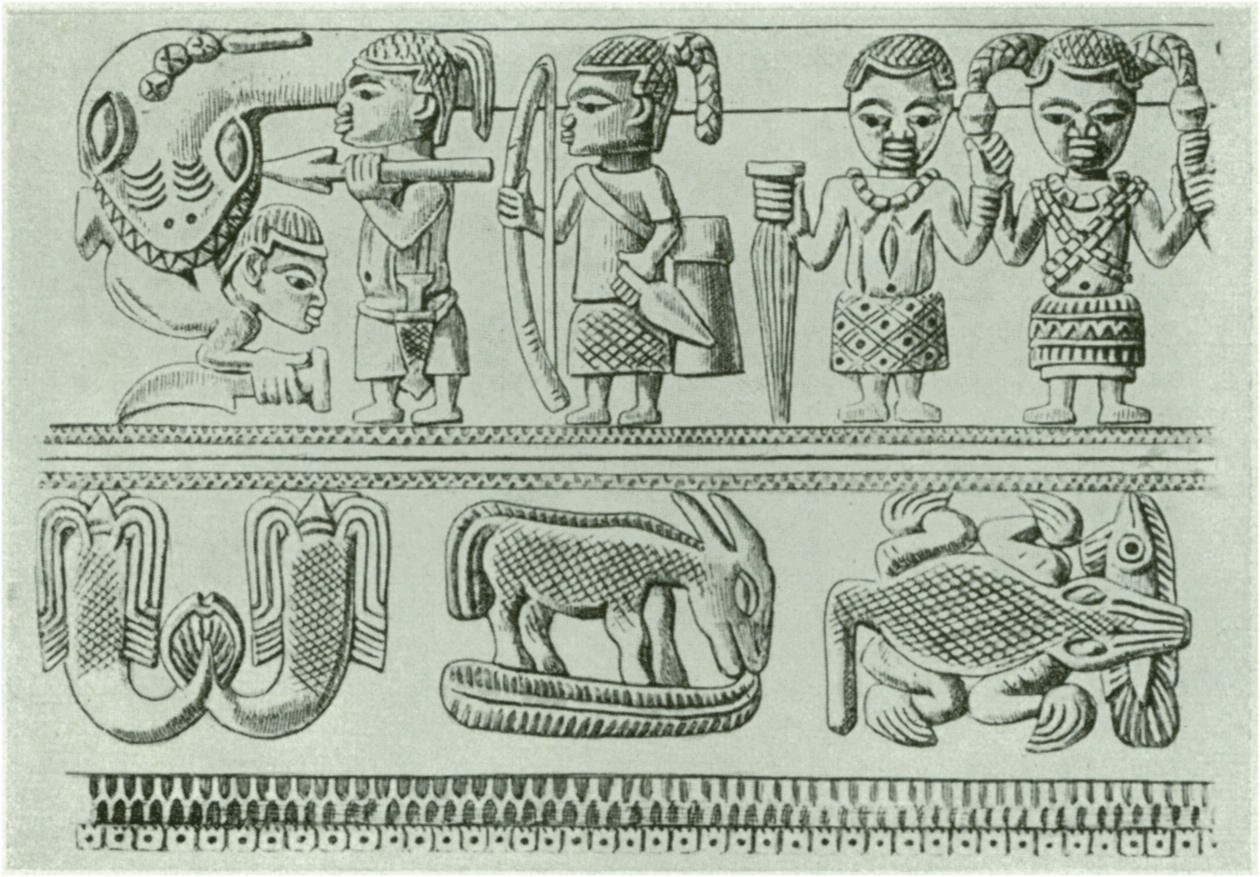
Bogenschütze mit Ringdolch (oben Mitte)

Der Ringdolch (auch Spanndolch, Spannmesser, Bogenspannmesser) ist ein Dolch aus Westafrika.
Das charakteristische ist ein ring- bzw. schleifenförmiger Griff, der die Handfläche aufnimmt. Der Griff und die Klinge bestehen dabei aus einem Stück. Wenn ein Ringdolch auf Bestellung gemacht wurde, dann passte der Schmied den Ring so an, dass das Messer an der Handfläche fest saß.
Sture Lagercrantz unterscheidet die Hauptverbreitungsgebiete West in Ghana, Togo und Benin sowie Ost in Nigeria und Kamerun. Bei dem westlichen Typ ist die Klinge eher zurückgebogen während diese beim östlichen Typ gerade ist. Die Ringdolche kommen bei einer Vielzahl von Ethnien vor, unter anderem Gouin, Lobi, Mossi, Grusi, Konkomba, Somba, Kabiyé, Bassari, Bariba, Edo, Bassa, Nupe, Tiv, Tikar, Wute. Aber nicht immer sind die nutzenden Ethnien auch der Hersteller.
Die Dolche hatten eine Doppelfunktion: Zum einen waren sie eine Spannhilfe beim Bogen; die Finger waren durch den Metallgriff vom Druck der Bogensehne entlastet. Zum anderen war eine Nahkampfwaffe immer parat, auch wenn der Bogenschütze zwei Hände am Bogen hatte. Beim traditionellen afrikanischen Tanz werden sie sowohl in ihrer scharfen Form wie auch als ungefährliche Attrappen verwendet.
Bei den meisten Ringdolchen ist der Griff in der gleichen Richtung ausgerichtet wie die Klinge. Bei einem anderen Typ ist der Griff quer zur Klinge angeordnet. Manfred A. Zirngibl vermutet bei diesen Objekten eine reine Nahkampfwaffe, da eine Spannhilfe schlecht vorstellbar ist.
Die Ursprünge des Ringdolches liegen im Dunkel der Geschichte. Es ist unklar, ob es eine Verbindung zu dem vom Prinzip her gleich aufgebauten indischen Dolch Bichwa gibt. Die Existenz des Ringdolches ist durch Abbildungen auf geschnitzten Bechern aus dem späten 16. und frühen 17. Jahrhundert, der Blütezeit des Königreichs Benin, belegt. Dort beeinflusste er wohl die Entwicklung des Zeremonialschwertes Eben, welches einen charakteristischen Ring an einem gewöhnlichen Griff hat. Ringdolche wurden auch archäologisch nachgewiesen. In Kissi im Norden von Burkina Faso wurden bereits in Gräbern des 5. Jahrhunderts n. Chr. Ringdolche im direkten Zusammenhang mit Bogenschützenausrüstungen gefunden.
Die systematische Erforschung der Ringdolche fand hauptsächlich Anfang des 20. Jahrhunderts unter anderem durch Bernhard Ankermann, Arthur Haberlandt, Leo Frobenius, Hermann Baumann, Carl Gunnar Feilberg und Sture Lagercrantz statt. Lagercrantz hat 1937 die bis heute umfangreichste und detaillierteste Untersuchung durchgeführt. Trotzdem gibt es zur Funktion und Verwendung bislang wenig gesicherte Erkenntnisse.